# Валенсія-де-Дон-Хуан
Валенсія-де-Дон-Хуан (ісп. Valencia de Don Juan) — муніципалітет в Іспанії, у складі автономної спільноти Кастилія-і-Леон, у провінції Леон. Населення — 5079 осіб (2010).

## Назва
- Вале́нсія (ісп. Valencia, МФА: [ba.ˈlɛ̃n.sja][1]) — коротка назва.
- Вале́нсія-де-Ка́мпос (ісп. Valencia de Campos, МФА: [ba.ˈlɛ̃n.sja ðe ˈkãm.pos][1], «Валенсія-Польова») — пізньосередньовічна назва; на противагу середземноморській Валенсії.
- Вале́нсія-де-Леон (ісп. Valencia de León, МФА: [ba.ˈlɛ̃n.sja ðe le.ˈõn][1], «Валенсія-Леонська») — пізньосередньовічна назва.
- Вале́нсія-де-До́н-Ху́ан (ісп. Valencia de Don Juan, МФА: [ba.ˈlɛ̃n.sja ðe ˈðõŋ ˈxwãn][1], «Валенсія пана Хуана») — сучасна назва; перейменована на честь португальського інфанта Жуана (Хуана), який став першим герцогом Валенсії.
- Коя́нса (ісп. Coyanza, Coyança, МФА: [ko.ˈʝãn.sa][1]) — середньовічна назва.
- Коїнака (ісп. Quoianka) — середньовічна назва.
- Коменіака (лат. Comeniaca) — антична римська назва.
- Ковіанка (лат. Castrum Covianca) — антична римська назва.

## Географія
Муніципалітет розташований на відстані близько 260 км на північний захід від Мадрида, 34 км на південь від Леона.
На території муніципалітету розташовані такі населені пункти: (дані про населення за 2010 рік)
- Кабаньяс: 29 осіб
- Валенсія-де-Дон-Хуан: 5050 осіб

## Демографія
Динаміка населення (INE ):

## Галерея зображень

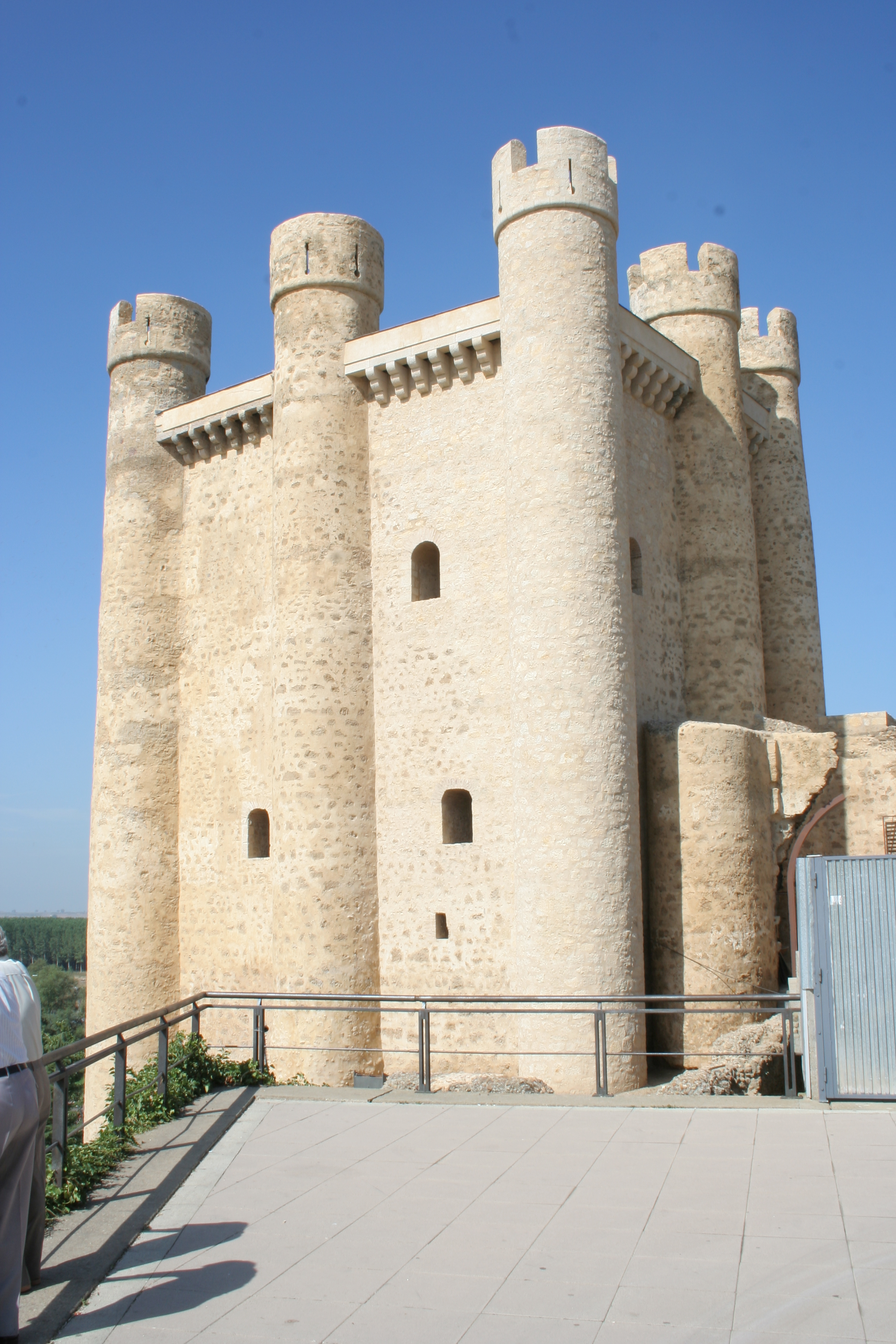
Замок
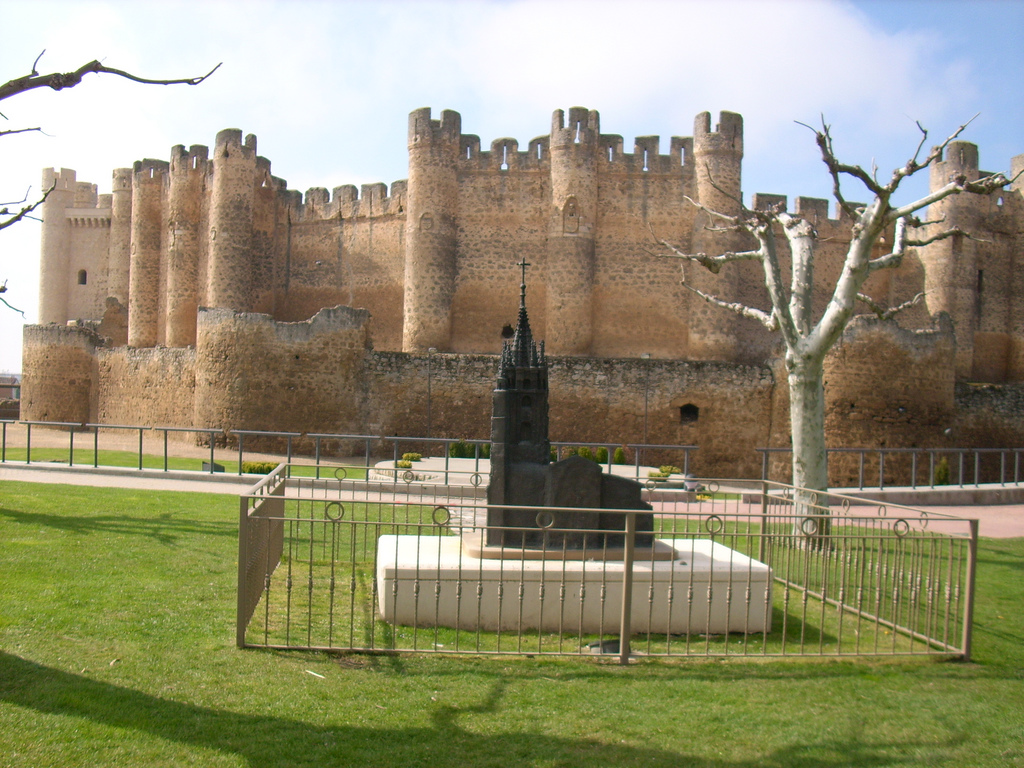
Замок, північна сторона